# آموناندا
آموناندا (به یونانی:Ἀμύνανδα؛ لاتین:Amynanda) یک شهر باستانی در کاریه در ترکیه امروزی است. 